# Copa Río de la Plata 2016
Este fue la quinta edición del torneo Copa Río de la Plata, se disputó de manera amistosa con un único partido. 

## Clubes clasificados
Clasificaron como campeones de 2016 en sus respectivas ligas.
| AFA (Argentina) |  | Lanús   |  | Campeón de Primera División de Argentina (Campeonato de Primera División 2016) |
| AUF (Uruguay)   |  | Peñarol |  | Campeón de Primera División de Uruguay (Campeonato Uruguayo 2015-16)           |

## Ficha del partido
| 1          | POR        | Fernando Monetti      | 46' |
| 36         | DEF        | Alejandro Silva       | 46' |
| 2          | DEF        | Gustavo Gómez         | 46' |
| 3          | DEF        | Maximiliano Velázquez | 68' |
| 6          | DEF        | Diego Braghieri       | 46' |
| 27         | MED        | Román Martínez        | 46' |
| 30         | MED        | Iván Marcone          | 46' |
| 10         | MED        | Miguel Almirón        | 46' |
| 25         | DEL        | Marcelino Moreno      | 46' |
| 9          | DEL        | José Sand             | 46' |
| 7          | DEL        | Lautaro Acosta        | 46' |
| Entrenador | Entrenador | Jorge Almirón         |     |

| 1          | POR        | Gastón Guruceaga    |         |
| 21         | DEF        | Andrés Rodales      | 46' 68' |
| 23         | DEF        | Carlos Valdez       |         |
| 3          | DEF        | Bressan             | 85'     |
| 13         | DEF        | Maximiliano Olivera |         |
| 4          | MED        | Ángel Rodríguez     | 46'     |
| 14         | MED        | Guzmán Pereira      |         |
| 24         | DEL        | Luis Urruti         | 52'     |
| 11         | DEL        | Nicolás Dibble      | 85'     |
| 10         | DEL        | Hernán Novick       | 52'     |
| 9          | DEL        | Miguel Murillo      |         |
| Entrenador | Entrenador | Jorge Da Silva      |         |

| 31 | POR | Esteban Andrada     | 46'     |
| 22 | DEF | Santiago Zurbriggen | 46'     |
| 14 | DEF | Marcelo Herrera     | 46'     |
| 33 | MED | Leandro Maciel      | 68' 90' |
| 13 | DEF | Marcos Pinto        | 46'     |
| 5  | MED | Agustín Pelletieri  | 46'     |
| 19 | MED | Nicolás Aguirre     | 46'     |
| 24 | DEL | Sergio González     | 46'     |
| 29 | DEL | Gonzalo Di Renzo    | 46'     |
| 32 | DEL | Bruno Vides         | 46'     |
| 11 | DEL | Brian Montenegro    | 46'     |
| 18 | MED | Matías Sánchez      | 90'     |

| 22 | DEF | Alex Silva         | 46' 68' |
| 7  | MED | Tomás Costa        | 46'     |
| 20 | MED | Nicolás Albarracín | 52'     |
| 16 | DEL | Diego Rossi        | 52'     |
| 2  | DEF | Maximiliano Perg   | 85'     |
| 30 | DEL | Cristian Palacios  | 85'     |

| Anotado | 27' | Carlos Valdez | 1-0 |

| Anotado | 39' | Luis Urruti        | 1-1 |
| Anotado | 86' | Nicolás Albarracín | 1-2 |

| Amonestado | 68' | Gonzalo Di Renzo |
| Amonestado | 79' | Marcelo Herrera  |

| Amonestado | 37' | Nicolás Dibble      |
| Amonestado | 77' | Maximiliano Olivera |

| Árbitro: | Fernando Rapallini |

| 1          | POR        | Fernando Monetti      | 46' |
| 36         | DEF        | Alejandro Silva       | 46' |
| 2          | DEF        | Gustavo Gómez         | 46' |
| 3          | DEF        | Maximiliano Velázquez | 68' |
| 6          | DEF        | Diego Braghieri       | 46' |
| 27         | MED        | Román Martínez        | 46' |
| 30         | MED        | Iván Marcone          | 46' |
| 10         | MED        | Miguel Almirón        | 46' |
| 25         | DEL        | Marcelino Moreno      | 46' |
| 9          | DEL        | José Sand             | 46' |
| 7          | DEL        | Lautaro Acosta        | 46' |
| Entrenador | Entrenador | Jorge Almirón         |     |

| 1          | POR        | Gastón Guruceaga    |         |
| 21         | DEF        | Andrés Rodales      | 46' 68' |
| 23         | DEF        | Carlos Valdez       |         |
| 3          | DEF        | Bressan             | 85'     |
| 13         | DEF        | Maximiliano Olivera |         |
| 4          | MED        | Ángel Rodríguez     | 46'     |
| 14         | MED        | Guzmán Pereira      |         |
| 24         | DEL        | Luis Urruti         | 52'     |
| 11         | DEL        | Nicolás Dibble      | 85'     |
| 10         | DEL        | Hernán Novick       | 52'     |
| 9          | DEL        | Miguel Murillo      |         |
| Entrenador | Entrenador | Jorge Da Silva      |         |

| 31 | POR | Esteban Andrada     | 46'     |
| 22 | DEF | Santiago Zurbriggen | 46'     |
| 14 | DEF | Marcelo Herrera     | 46'     |
| 33 | MED | Leandro Maciel      | 68' 90' |
| 13 | DEF | Marcos Pinto        | 46'     |
| 5  | MED | Agustín Pelletieri  | 46'     |
| 19 | MED | Nicolás Aguirre     | 46'     |
| 24 | DEL | Sergio González     | 46'     |
| 29 | DEL | Gonzalo Di Renzo    | 46'     |
| 32 | DEL | Bruno Vides         | 46'     |
| 11 | DEL | Brian Montenegro    | 46'     |
| 18 | MED | Matías Sánchez      | 90'     |

| 22 | DEF | Alex Silva         | 46' 68' |
| 7  | MED | Tomás Costa        | 46'     |
| 20 | MED | Nicolás Albarracín | 52'     |
| 16 | DEL | Diego Rossi        | 52'     |
| 2  | DEF | Maximiliano Perg   | 85'     |
| 30 | DEL | Cristian Palacios  | 85'     |

| Anotado | 27' | Carlos Valdez | 1-0 |

| Anotado | 39' | Luis Urruti        | 1-1 |
| Anotado | 86' | Nicolás Albarracín | 1-2 |

| Amonestado | 68' | Gonzalo Di Renzo |
| Amonestado | 79' | Marcelo Herrera  |

| Amonestado | 37' | Nicolás Dibble      |
| Amonestado | 77' | Maximiliano Olivera |

| Árbitro: | Fernando Rapallini |

| Uruguay                              |
| Campeón Peñarol 2° título (amistoso) |

| Predecesor: 2014 | XXVº Copa Río de la Plata 2016 | Sucesor: 2017 |

- Datos: Q28663192